# Stichoplastoris longistylus
Stichoplastoris longistylus là một loài nhện trong họ Theraphosidae.
Loài này thuộc chi Stichoplastoris. Stichoplastoris longistylus được Otto Kraus miêu tả năm 1955.